# بيليز برايري (تكساس)
بيليز برايري (بالإنجليزية: Bailey's Prairie, Texas)‏ هي مدينة و قرية (الولايات المتحدة الأمريكية) تقع في الولايات المتحدة في مقاطعة برازوريا (تكساس). يقدر عدد سكانها بـ 727 نسمة ومساحتها 19.9 كم2 و وترتفع عن سطح البحر 9 متر.

## التركيبة السكانية
حدّد مكتب تعداد الولايات المتحدة بيانات التركيبة السكانية لبيليز برايري في تعداد الولايات المتحدة. في ما يلي، التركيبة السكانية حسب تعدادي 2000 و2010.

### تعداد عام 2000
بلغ عدد سكان بيليز برايري 694 نسمة بحسب تعداد عام 2000، وبلغ عدد الأسر 237 أسرة وعدد العائلات 202 عائلة مقيمة في القرية. في حين سجلت الكثافة السكانية 37.2 نسمة لكل كيلومتر مربع (96.3/ميل2). وبلغ عدد الوحدات السكنية 244 وحدة بمتوسط كثافة قدره 13.1 لكل كيلومتر مربع (33.9/ميل2).
وتوزع التركيب العرقي للقرية بنسبة 80.84% من البيض و14.12% من الأمريكيين الأفارقة و0.86% من الأمريكيين الأصليين و0.14% من الأمريكيين ذوي الأصول الآسيوية و0.43% من سكان جزر المحيط الهادئ و2.02% من الأعراق الأخرى و1.59% من عرقين مختلطين أو أكثر و10.09% من الهسبانيون أو اللاتينيون من أي عرق.
بلغ عدد الأسر 237 أسرة كانت نسبة 41.4% منها لديها أطفال تحت سن الثامنة عشر تعيش معهم، وبلغت نسبة الأزواج القاطنين مع بعضهم البعض 77.6% من أصل المجموع الكلي للأسر، ونسبة 6.3% من الأسر كان لديها معيلات من الإناث دون وجود شريك،  بينما كانت نسبة 1.3% من الأسر لديها معيلون من الذكور دون وجود شريكة وكانت نسبة 14.8% من غير العائلات. تألفت نسبة 13.1% من أصل جميع الأسر من عدة أفراد يعيشون في نفس المنزل ونسبة 4.6% كانت تتألف من شخص يعيش بمفرده يبلغ من العمر 65 عاماً أو أكثر. وبلغ متوسط حجم الأسرة المعيشية 2.93، أما متوسط حجم العائلات فبلغ 3.18.
بلغ العمر الوسطي للسكان 39.9 عاماً. وكانت نسبة 26.4% من القاطنين تحت سن الثامنة عشر، وكانت نسبة 7.8% بين الثامنة عشر والرابعة والعشرين عاماً، ونسبة 24.4% كانت واقعةً في الفئة العمرية ما بين الخامسة والعشرين والرابعة والأربعين عاماً، ونسبة 33.9% كانت ما بين الخامسة والأربعين والرابعة والستين، ونسبة 7.6% كانت ضمن فئة الخامسة والستين عاماً فما فوق. يوجد لكل 100 أنثى 104.1 ذكر، ويوجد لكل 100 أنثى في الثامنة عشر من عمرها فما فوق 98.8 ذكر.
بلغ متوسط دخل الأسرة في القرية 73,125 دولارًا، أما متوسط دخل العائلة فبلغ 90,648 دولارًا. وكان متوسط دخل الذكور 47,083 دولارًا مقابل 29,609 دولارًا للإناث. وسجل دخل الفرد الخاص بالقرية 32,267 دولارًا. وكانت نسبة 1.9% من العائلات ونسبة 4.3% من السكان تحت خط الفقر، وكان من هؤلاء نسبة 2.6% تحت سن الثامنة عشر ونسبة 4.9% في الخامسة والستين من العمر وما فوق.

### تعداد عام 2010
بلغ عدد سكان بيليز برايري 727 نسمة بحسب تعداد عام 2010، وبلغ عدد الأسر 272 أسرة وعدد العائلات 219 عائلة مقيمة في القرية. في حين سجلت الكثافة السكانية 39 نسمة لكل كيلومتر مربع (101.0/ميل2). وبلغ عدد الوحدات السكنية 291 وحدة بمتوسط كثافة قدره 15.6 لكل كيلومتر مربع (40.4/ميل2).
وتوزع التركيب العرقي للقرية بنسبة 81.43% من البيض و12.10% من الأمريكيين الأفارقة و0.55% من الأمريكيين الأصليين و0.28% من الأمريكيين ذوي الأصول الآسيوية و4.40% من الأعراق الأخرى و1.24% من عرقين مختلطين أو أكثر و14.31% من الهسبانيون أو اللاتينيون من أي عرق.
بلغ عدد الأسر 272 أسرة كانت نسبة 34.9% منها لديها أطفال تحت سن الثامنة عشر تعيش معهم، وبلغت نسبة الأزواج القاطنين مع بعضهم البعض 68.4% من أصل المجموع الكلي للأسر، ونسبة 7% من الأسر كان لديها معيلات من الإناث دون وجود شريك،  بينما كانت نسبة 5.1% من الأسر لديها معيلون من الذكور دون وجود شريكة وكانت نسبة 19.5% من غير العائلات. تألفت نسبة 16.5% من أصل جميع الأسر من عدة أفراد يعيشون في نفس المنزل ونسبة 8.1% كانت تتألف من شخص يعيش بمفرده يبلغ من العمر 65 عاماً أو أكثر. وبلغ متوسط حجم الأسرة المعيشية 2.67، أما متوسط حجم العائلات فبلغ 3.00.
بلغ العمر الوسطي للسكان 45.7 عاماً. وكانت نسبة 23.5% من القاطنين تحت سن الثامنة عشر، وكانت نسبة 6.3% بين الثامنة عشر والرابعة والعشرين عاماً، ونسبة 18.2% كانت واقعةً في الفئة العمرية ما بين الخامسة والعشرين والرابعة والأربعين عاماً، ونسبة 37.6% كانت ما بين الخامسة والأربعين والرابعة والستين، ونسبة 14.4% كانت ضمن فئة الخامسة والستين عاماً فما فوق. وتوزع التركيب الجنسي للسكان بنسبة 50.5% ذكور و49.5% إناث.

## معرض صور

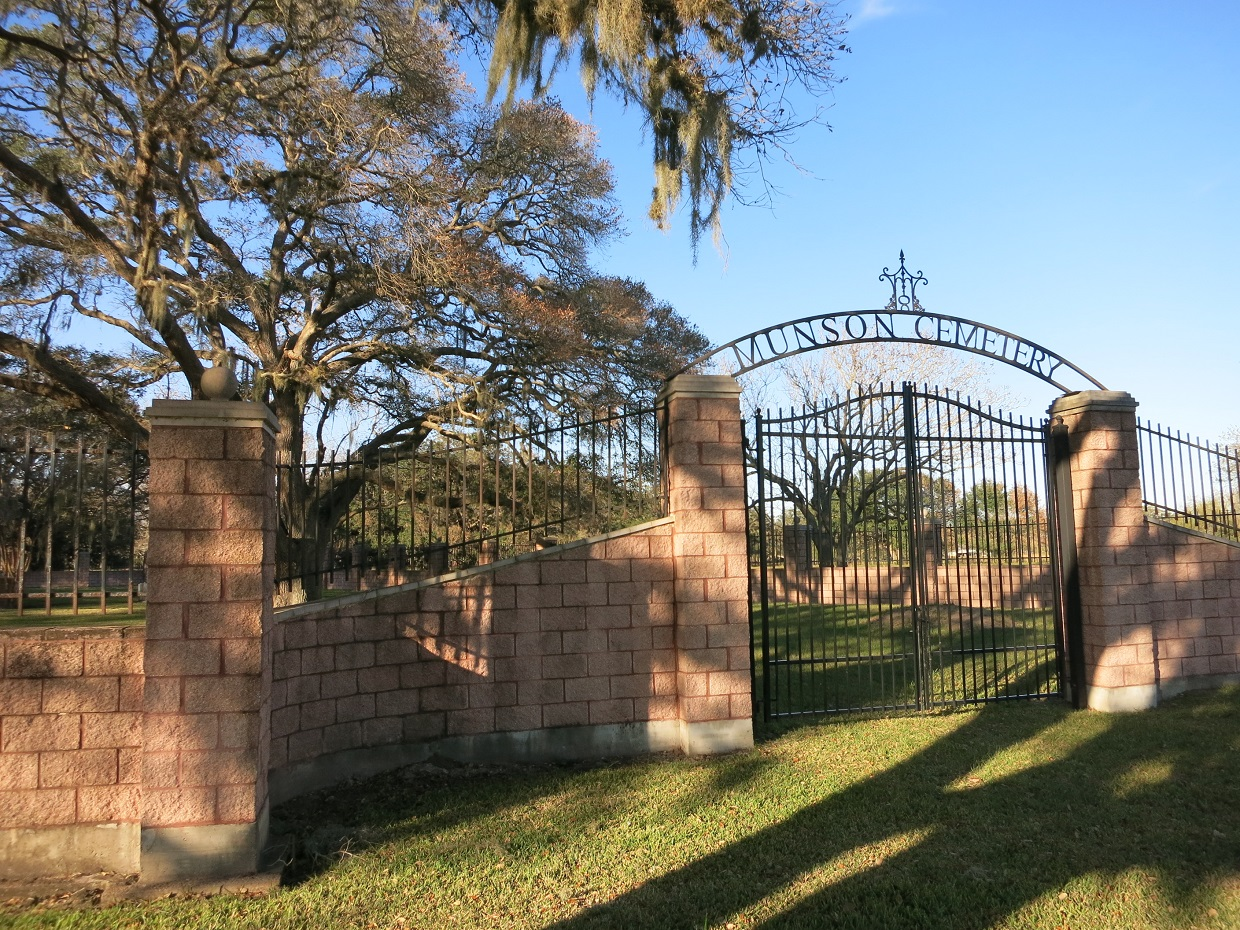
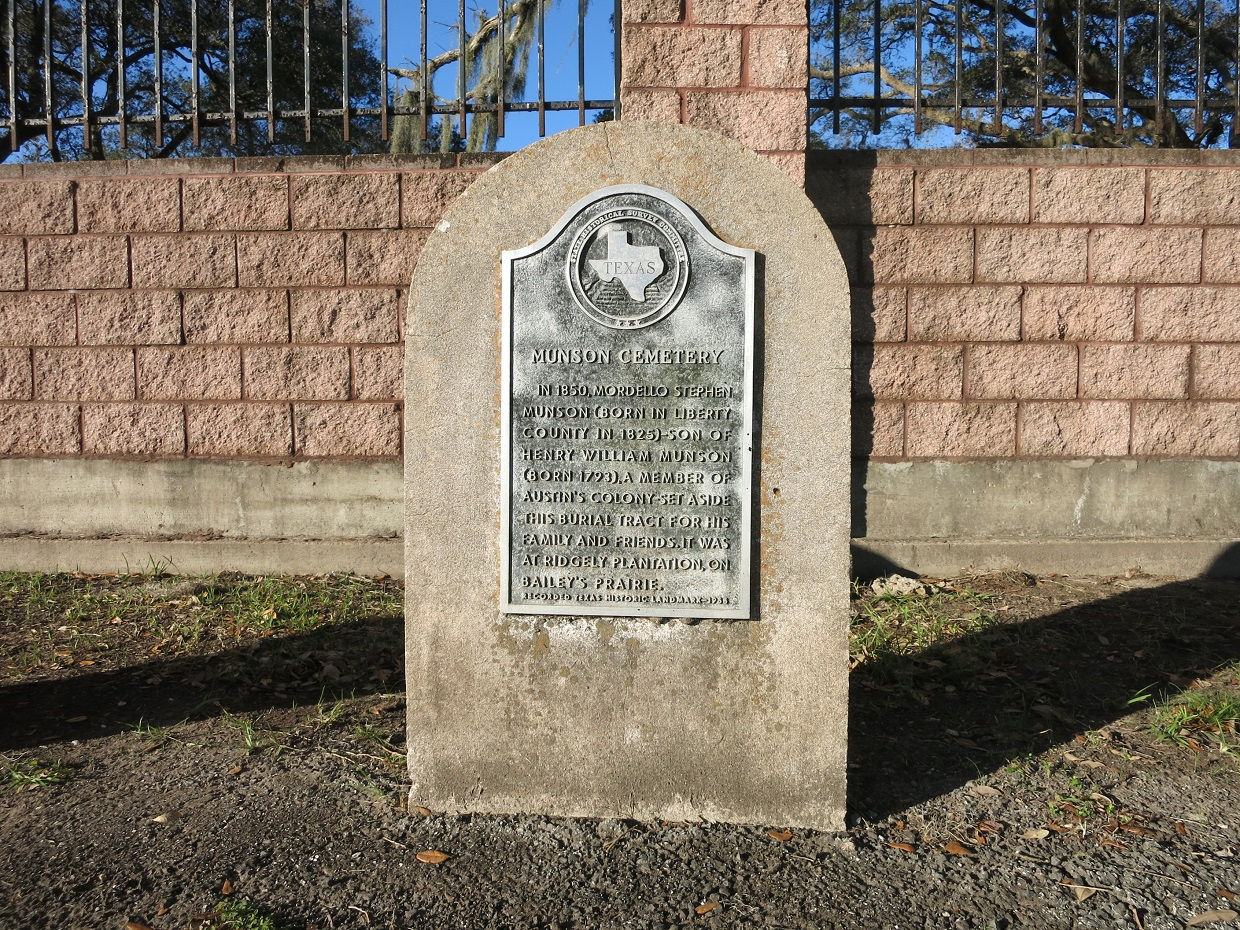
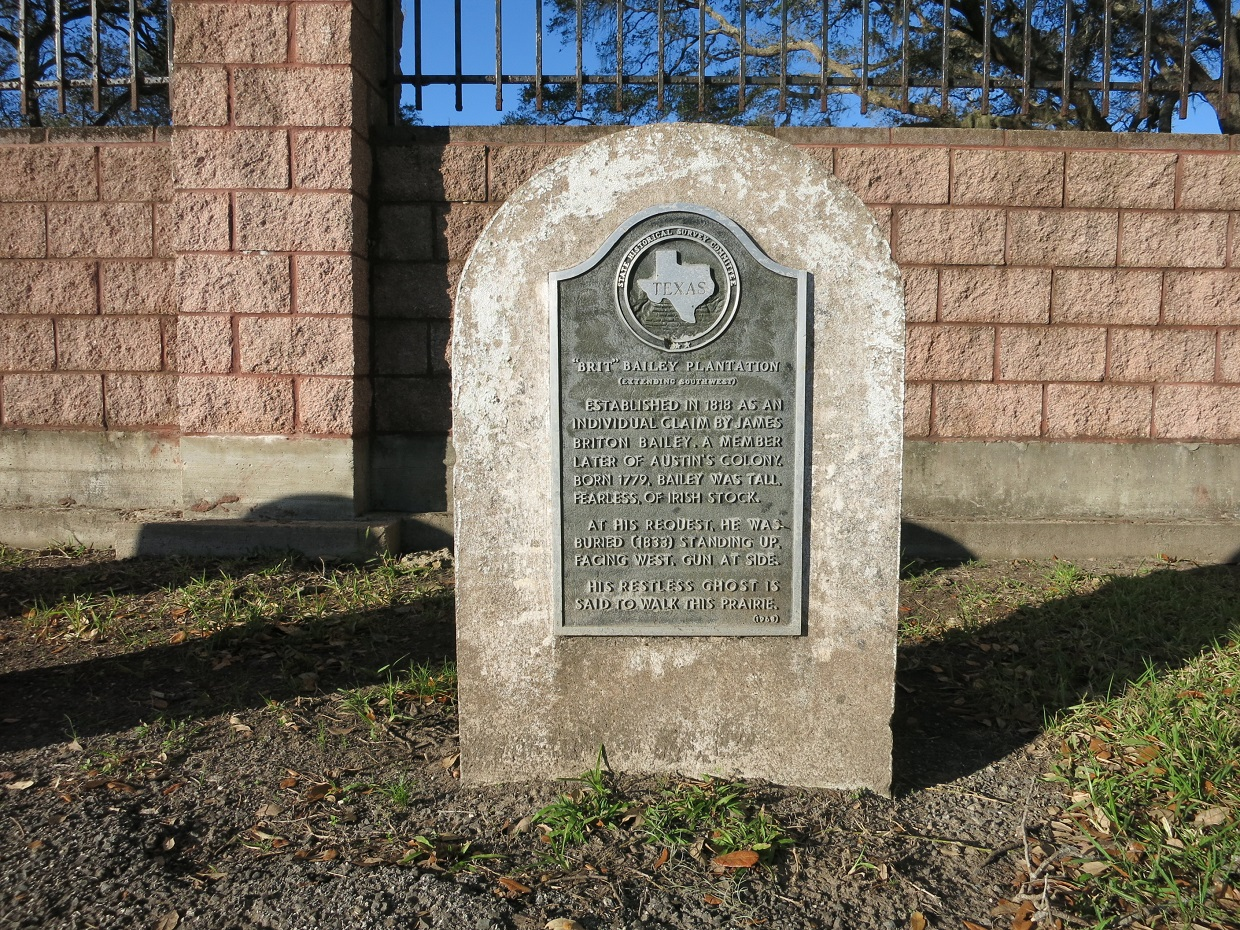
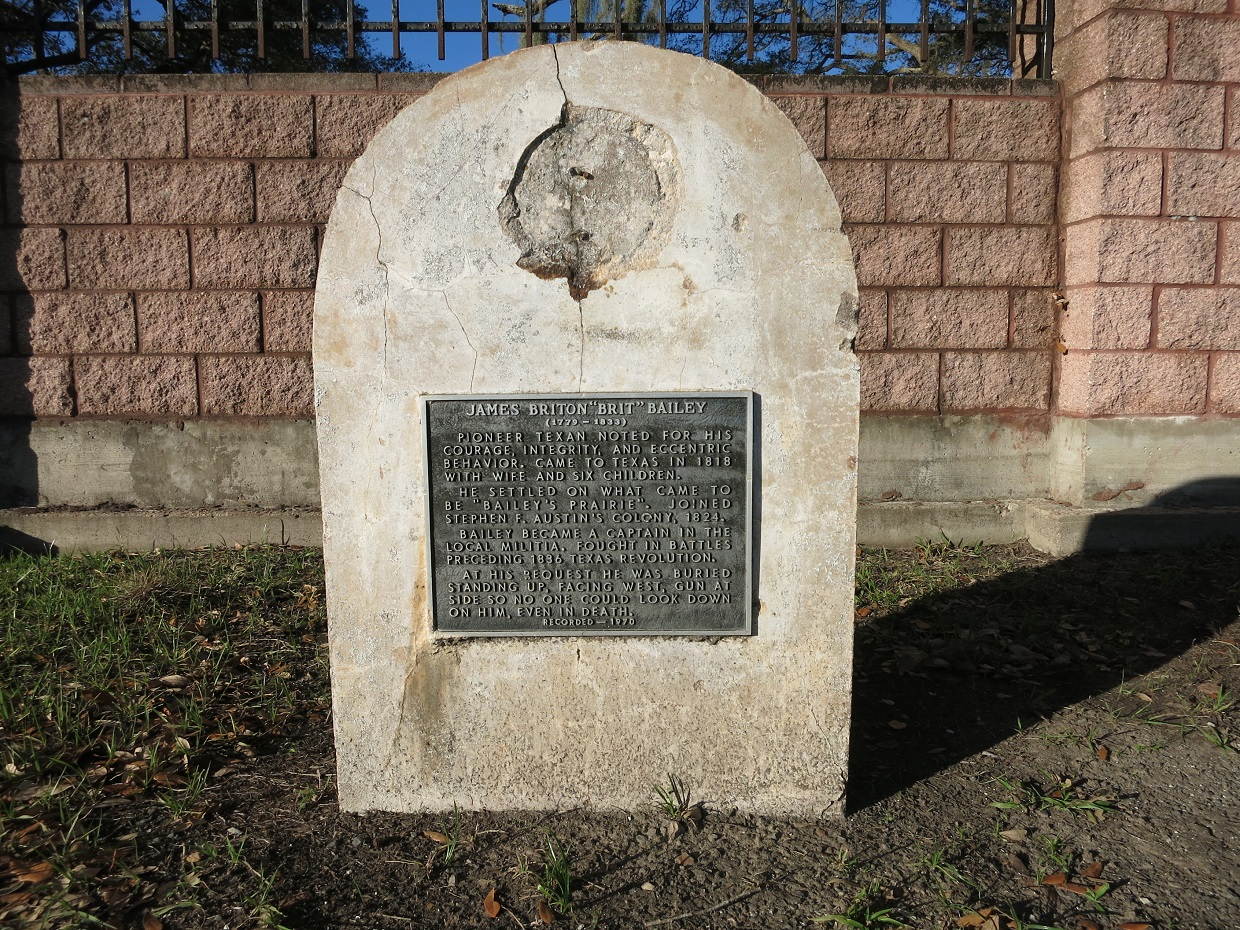